# Оціночне судження
Оці́ночне су́дження — за винятком образи чи наклепу, є висловлювання, які не містять фактичних даних, зокрема критика, оцінка дій, а також висловлювання, що не можуть бути витлумачені як такі, що містять фактичні дані, з огляду на характер використання мовних засобів, зокрема вживання гіпербол, алегорій, сатири. Оціночні судження не підлягають спростуванню та доведенню їх правдивості.
Відповідно до частини 1-ї статті 30 Закону України «Про інформацію», ніхто не може бути притягнутий до відповідальності за висловлення оціночних суджень.